# HD 20781
HD 20781 är en vid dubbelstjärna belägen i den norradelen av stjärnbilden Ugnen. Den har en skenbar magnitud av ca 8,48 och kräver ett mindre teleskop för att kunna observeras. Baserat på parallaxmätning inom Hipparcosuppdraget på ca 28,3 mas, beräknas den befinna sig på ett avstånd på ca 115 ljusår (ca 35 parsek) från solen. Den rör sig bort från solen med en heliocentrisk radialhastighet på ca 40 km/s.

## Egenskaper
HD 20781 är en orange till gul stjärna i huvudserien av spektralklass K0 V, som har en märkbar aktvitet av stjärnfläckar. Den har en massa som är ca 0,7 solmassor, en radie som är ca 0,8 solradier och har ca 0,5 gånger solens utstrålning av energi från dess fotosfär vid en effektiv temperatur av ca 5 300 K.
HD 20781 en del av en vid dubbelstjärna tillsammans med HD 20782. Följeslagaren har en mycket stor vinkelseparation på 252 bågsekunder, motsvarande 9 080 AE i avstånd mellan stjärnorna. Båda stjärnorna har sina egna planetsystem i S-banor. Detta är första gången som planeter har hittats i båda komponenterna i en vid dubbelstjärna.

## Planetssystem
År 2011 upptäcktes ett par gasjättar i Neptunusstorlek som exoplaneter med metoden för mätning av radiell hastighet. Under 2017 misstänktes ytterligare två inre superjordar, med omloppsperiod på 5,3 respektive 13,9 dygn.
| Planet         | Massa            | Halv storaxel (AE) | Siderisk omloppstid (d) | Excentricitet | Inklination | Radie |
| -------------- | ---------------- | ------------------ | ----------------------- | ------------- | ----------- | ----- |
| d (obekräftad) | ≥1,93 ± 0,37 MJ  | 0,0529 ± 0,0025    | 5,3135 ± 0,0010         | 0,10 ± 0,09   | -           | -     |
| e (obekräftad) | ≥5,33 ± 0,68 MJ  | 0,1004 ± 0,0048    | 13,8905 ± 0,0033        | 0,09 ± 0,07   | -           | -     |
| b              | ≥10,61 ± 1,19 MJ | 0,1647 ± 0,0080    | 29,1580 ± 0,0101        | 0,11 ± 0,05   | -           | -     |
| c              | ≥14,03 ± 1,56 MJ | 0,3374 ± 0,162     | 85,5073 ± 0,0965        | 0,06 ± 0,05   | -           | -     |